# 献公 (単)
献公（けんこう）は、春秋時代の単の君主。姓は姫、氏は単、名は蔑。

## 生涯
儋季（周の簡王の子）の子の儋括は王子貴（後の景王、当時太子晋（王子喬）は討死）ではなく王子佞夫を王にしようとした。
魯の襄公三十年（紀元前543年）五月癸巳、周の霊王の崩御後、尹の尹言多・劉の定公・単の献公・甘の甘過・鞏の簡公は儋括を支持した王子佞夫を殺した。書曰く「天王（景王）は弟の佞夫を殺した」。
魯の昭公七年（紀元前535年）、単の献公は身近な者を捨てて、他国の者を重用した。冬十月辛酉、単の襄公・頃公の族人が献公を殺し、成公を擁立した。